# 班之家
班之家（日语：ベンの家），是一座位於日本兵库县神户市中央區北野町山本通的異人館。舊名為舊費雷邸（旧フェレ邸）。也是目前重要傳統的建造物群保存地區「北野町山本通」的構成部分。

## 沿革
1902年，神戶外國人居留地建造了一座西式建築以作為貿易站地點。後該建築物遷至北野町現址，成為英國貴族兼獵人班・艾利森（Ben Allison）在日本的居所。目前該建築物的柵欄、牆壁、家具都保持著最初完工時的原樣。其內部的博物館展示了艾利森在世界各地捕獲的動物標本，包括巨型北極熊、駝鹿、山貓、駝鹿和許多其他瀕危物種。
該建築物的彩色玻璃是一種罕見、帶有動物圖案的設計。目前該建築也被選為兵庫縣近代住宅100選之一。

## 建築概要
- 竣工 - 明治35年（1902年）
- 構造 - 木造、地上2階
- 所在地 - 650-0002 兵庫縣神戶市中央區北野町2-3-21

## 外部連結
- 班之家官方網站 （页面存档备份，存于）